# Фенстер, Иеремия Яковлевич
Иереми́я Я́ковлевич Фе́нстер (Вра́ский) (1868 — 1944) — русский военачальник, генерал-майор (1914). Участник похода в Китай 1900—1901 годов. В годы Первой мировой войны начальник Чугуевского офицерского училища.

## Биография
Образование получил в Таганрогской мужской классической гимназии.
В службу вступил 13 августа 1888 года. Окончил военно-училищный курс Московского пехотного юнкерского училища (1890). Выпущен в 38-ю артиллерийскую бригаду. Позже служил в 20-й артиллерийской бригаде.
Подпоручик (ст. 10.08.1890). Поручик (ст. 10.08.1893).
В 1894 году родился сын, Андрей Иеремеевич Врасский.
Штабс-капитан (ст. 13.07.1897). Окончил Николаевскую академию Генштаба (1898; по 1-му разряду).
Капитан (ст. 17.05.1898). Состоял при Приамурском ВО и Квантунской области.
Участвовал в военных действиях в Китае 1900—1901. Ст. адъютант штаба 3-й Восточно-Сибирской стрелковой бригады (25.03.1900-06.12.1901).
Цензовое командование ротой отбывал в 4-м Восточно-Сибирском стрелковом полку (15.01.-14.06.1901). Подполковник (ст. 06.12.1901). Ст. адъютант штаба Квантунской области (06.12.1901-31.08.1903).
Состоял в распоряжении Командующего войсками Финляндского ВО (31.08.1903-12.10.1904). Продолжал отбывать строевой ценз командования ротой в 3-м Финляндском стрелковом полку (23.05.-23.12.1903).
Штаб-офицер при управлении 58-й пехотной резервной бригады (12.10.1904-14.07.1910). Цензовое командование батальоном отбывал в 230-м Ветлужском резервном батальоне (01.05.-01.09.1905). Полковник (ст. 06.12.1905). Был прикомандирован к артиллерии (22.05.-21.07.1907) и к кавалерии (07.09.-26.09.1907).
Начальник штаба 49-й пех. дивизии (14.07.-10.09.1910). Командир 33-го Сибирского стрелкового полка (10.09.1910-18.04.1914). Генерал-майор (ст. 18.04.1914). Начальник Чугуевского военного училища (с 18.04.1914; в должности на 01.01.1916 и 03.01.1917). Участник боев в Чугуеве 15.12.1917.
С 01.12.1918 в Донской армии. В ВСЮР с 02.01.1919 в резерве чинов при штабе Главнокомандующего; с 22.01.1919 в резерве чинов при штабе Кавказской Добровольческой армии, с 01.04.1919 помощник начальника части военно-учебных заведений Военного управления. В Русской Армии начальник военно-учебных заведений в Крыму.
В эмиграции в Югославии, 20.10.1922-01.09.1929 преподаватель Крымского кадетского корпуса, затем с 03.08.1932 преподаватель Первого русского кадетского корпуса. С 1933 директор Русского лицея имени императора Николая II в Версале (под Парижем).

## Награды
- орден Св. Анны 3-й ст. с мечами и бантом (1900);
- орден Св. Анны 4-й ст. (1901);
- орден Св. Станислава 2-й ст. с мечами (1901);
- орден Св. Анны 2-й ст. (1908);
- орден Св. Владимира 4-й ст. (1912; 22.02.1913);
- орден Св. Владимира 3-й ст. (ВП 22.03.1915);
- орден Св. Станислава 1-й ст. с мечами (ВП 30.07.1915).